# 槳帆船

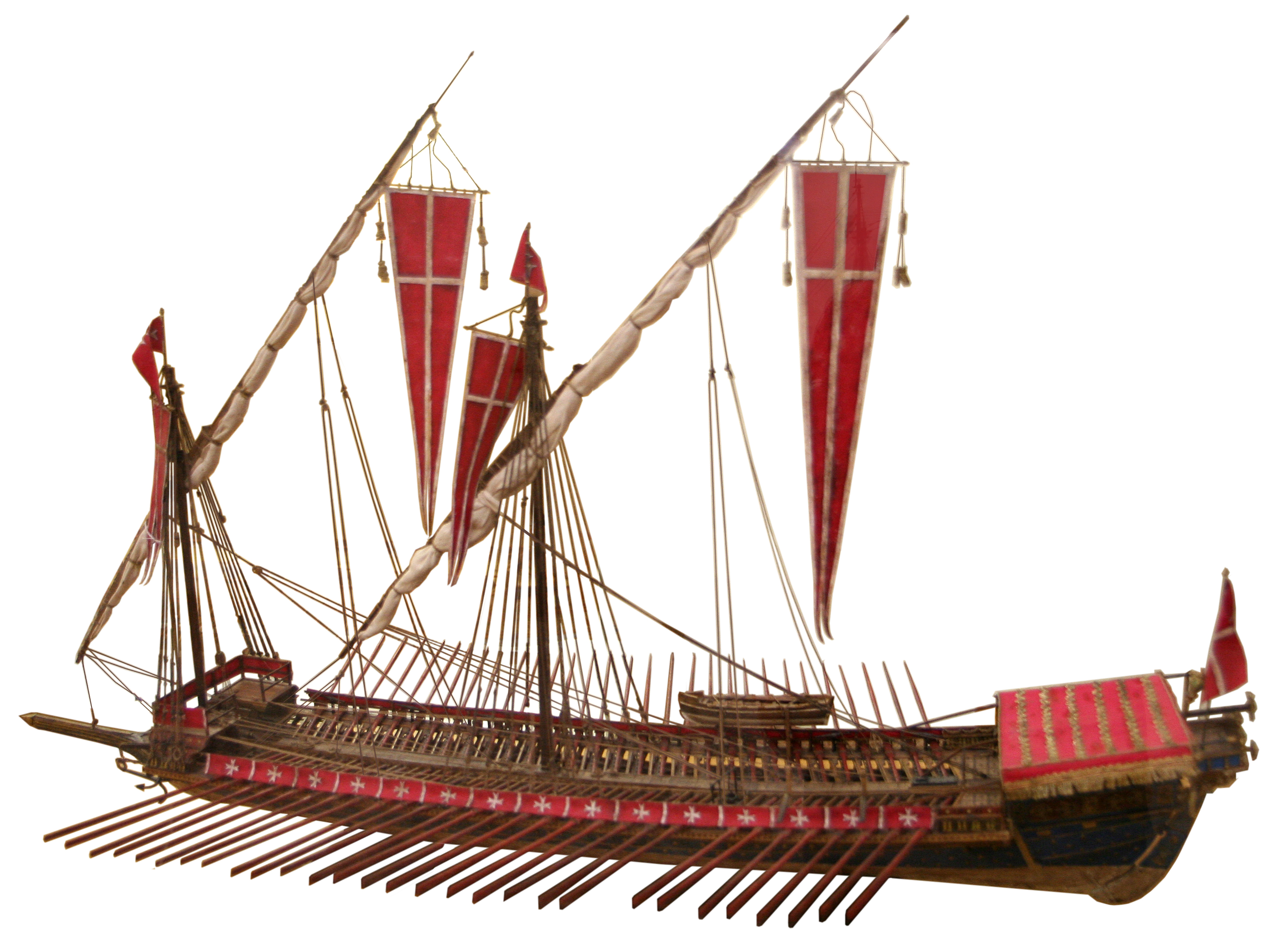
櫓帆船模型。

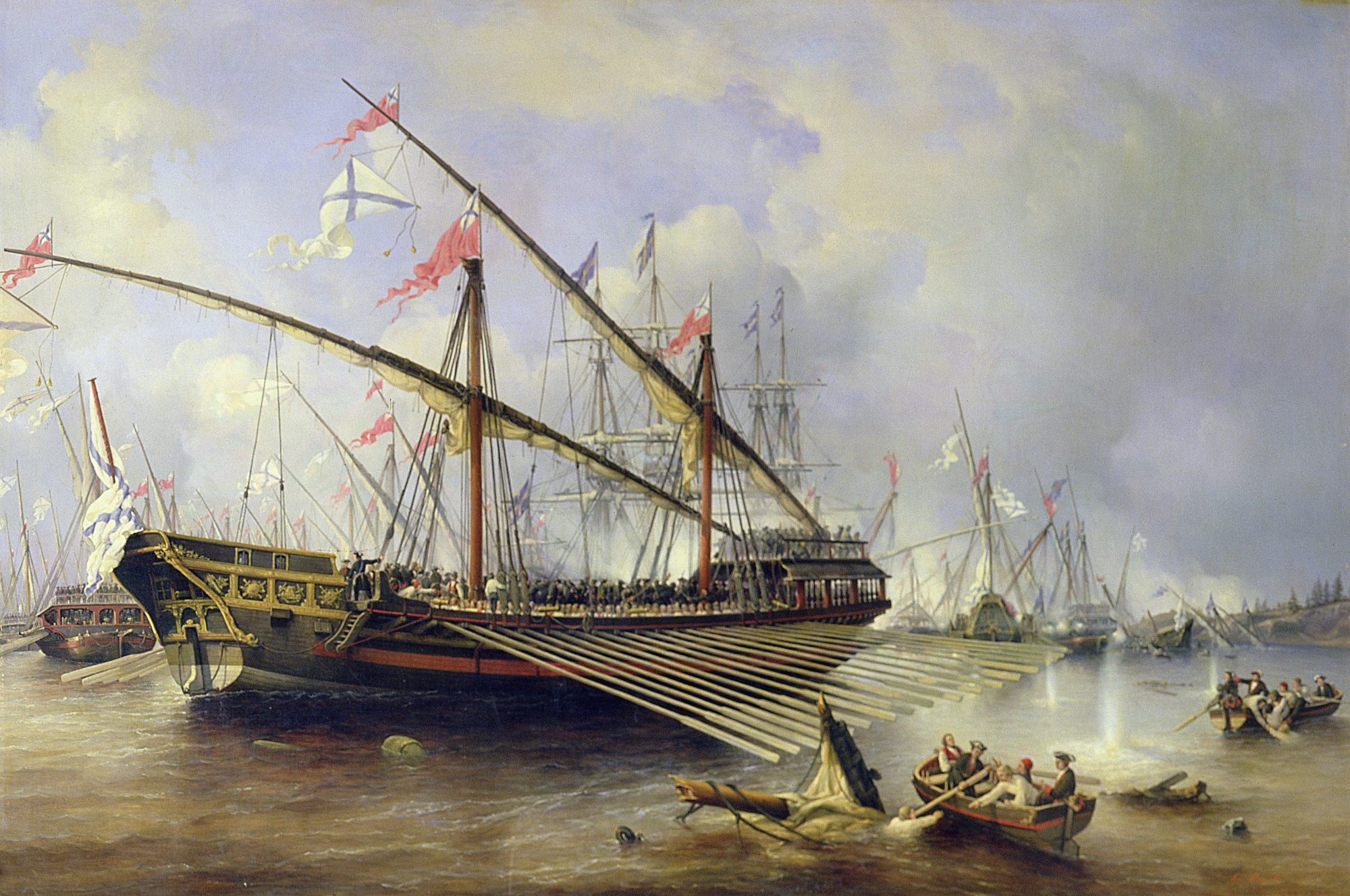
1720年，俄羅斯的大型櫓帆船。

櫓帆船、又稱槳帆船，音譯賈列船（Galley），是以人力划船來作為主要動力的船種，能夠只用槳櫓（Oars）來前進，通常也用桅杆和帆作為次要的動力。原型可能在西元前2700年就出現，櫓帆船通常使用在戰爭、貿易與海盜活動中，在早期的地中海海戰中有著重要的地位，古代的腓尼基、希臘、迦太基、羅馬的戰爭中也都有使用櫓帆船，主要出現於歐洲周邊海域，並以各種形式存在至19世紀初期。
Galley的名稱來源可能與希臘文的角鯊（galeos）有關。櫓帆船在古代即有單列櫓、雙列櫓、三列櫓、等多列櫓類型。德羅蒙船、賈列歐特船（小型的槳帆船）等，這些船也被視為是櫓帆船的一種。槳帆船較適合在沿海航行，不適合在廣闊的海域；遠離陸地與補給時航行。
16世紀明朝中國人模仿葡萄牙人的櫓帆船造出蜈蚣船。

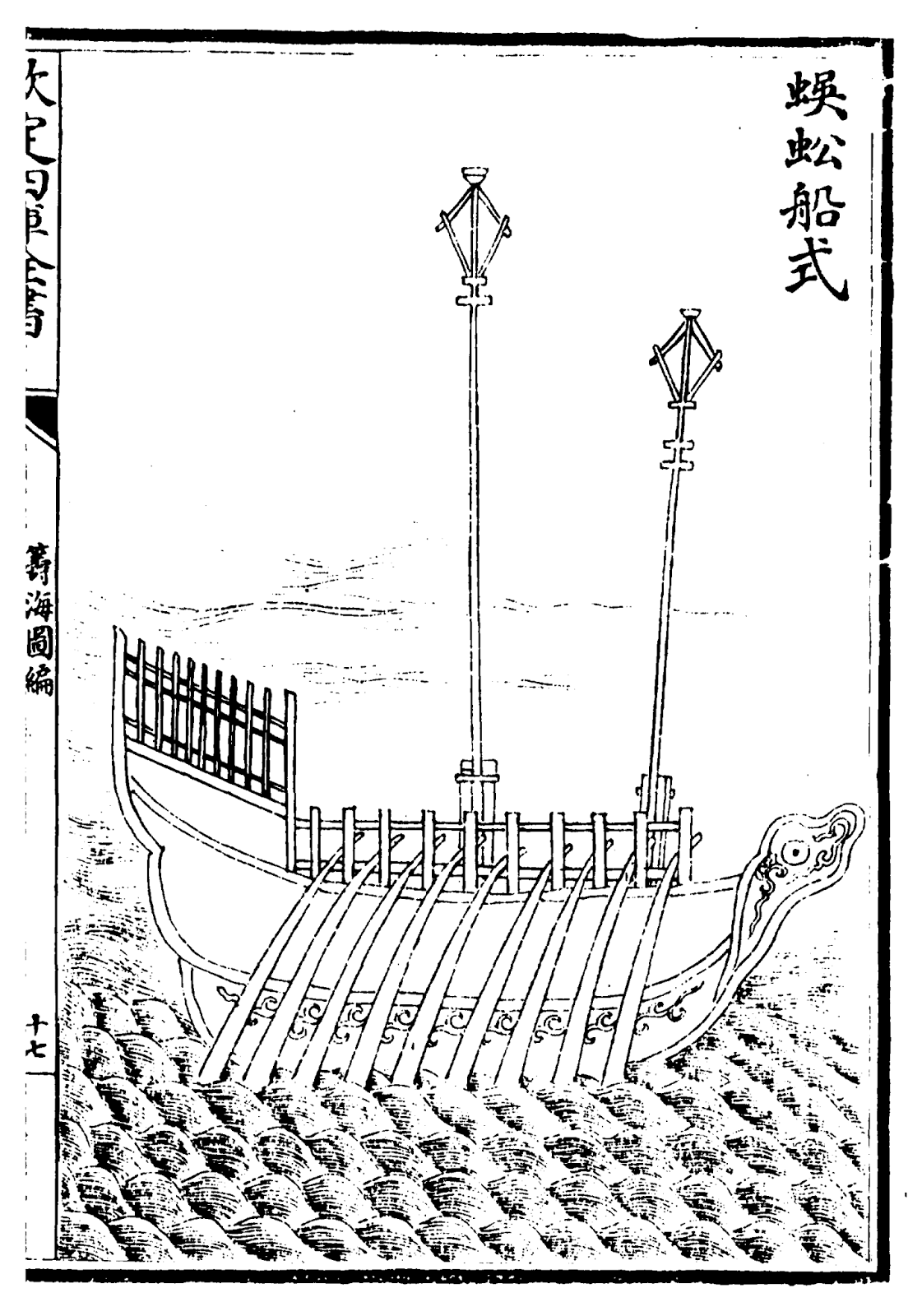
蜈蚣船。

## 外部連結
- John F. Guilmartin, "The Tactics of the Battle of Lepanto Clarified: The Impact of Social, Economic, and Political Factors on Sixteenth Century Galley Warfare". A very detailed discussion of galley warfare at the Battle of Lepanto